# 千葉県道45号八日市場八街線

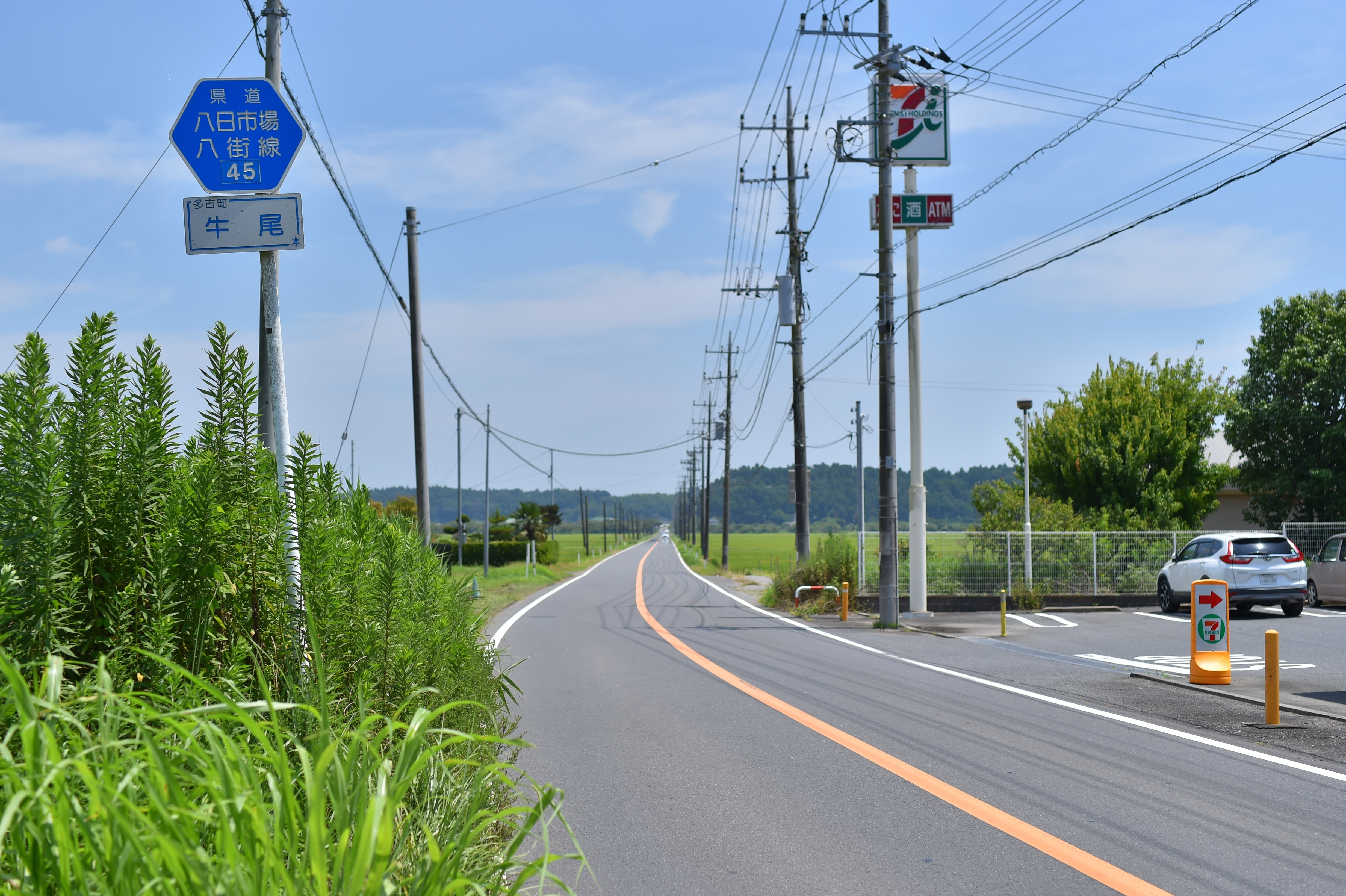
千葉県道45号八日市場八街線
香取郡多古町牛尾（2024年7月）

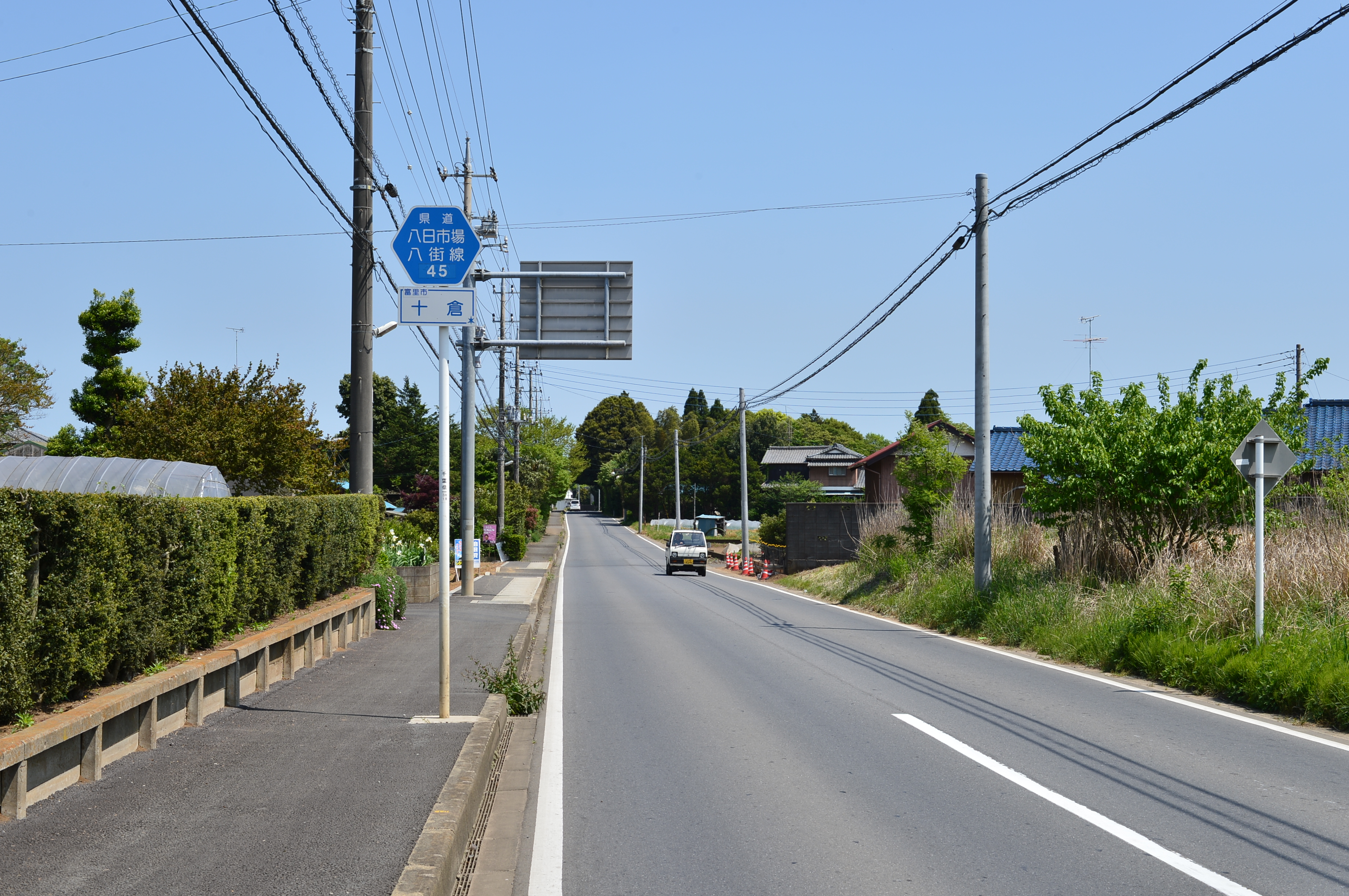
富里市十倉交差点付近（2015年5月）

千葉県道45号八日市場八街線（ちばけんどう45ごう ようかいちばやちまたせん）は、千葉県匝瑳市八日市場ホの国道126号の米倉三叉路を起点とし、八街市八街ほ の千葉県道43号八街三里塚線との大清水三叉路を終点とする主要地方道である。

## 概要

### 路線データ
- 起点 : 千葉県匝瑳市八日市場ホ（米倉三叉路）
- 終点 : 千葉県八街市八街（大清水三叉路）
- 総延長：*.* km（海匝土木事務所管内：*.* km、山武土木事務所管内：*.* km、成田土木事務所管内区間：10.621 km[1]、印旛土木事務所管内：*.* km）
- 重用延長：*.* km（海匝土木事務所管内：*.* km、山武土木事務所管内：*.* km、成田土木事務所管内区間：0.0 km、印旛土木事務所管内：*.* km）
- 未供用延長：なし（海匝土木事務所管内：*.* km、山武土木事務所管内：*.* km、成田土木事務所管内区間：0.0 km、印旛土木事務所管内：*.* km）
- 実延長：*.* km（海匝土木事務所管内：*.* km、山武土木事務所管内：*.* km、成田土木事務所管内区間：10.621 km[1]、印旛土木事務所管内：*.* km）

## 地理

### 通過する自治体
- 千葉県
  - 匝瑳市
  - 山武郡横芝光町
  - 香取郡多古町
  - 山武郡芝山町
  - 富里市
  - 山武市
  - 八街市

### 交差する道路
- 国道126号（匝瑳市米倉、起点）
- 千葉県道49号八日市場栄線（匝瑳市飯倉）
- 千葉県道109号横芝停車場吉田線（山武郡横芝光町篠本、日吉交差点）
- 千葉県道79号横芝下総線（香取郡多古町牛尾十字路）
- 千葉県道62号成田松尾線（山武郡芝山町小池、文化センター北）
- 千葉県道77号富里酒々井線（富里市十倉十区）
- 千葉県道43号八街三里塚線（八街市八街、大清水三叉路、終点）

### 沿線
- 匝瑳警察署豊栄駐在所（匝瑳市八日市場）
- 日吉郵便局（山武郡横芝光町篠本）
- 横芝光町立日吉小学校（山武郡横芝光町篠本）
- 芝山町役場（山武郡芝山町小池）
- 洗心小学校（富里市十倉）
- 山武北小学校（山武市沖渡）